# Koń (szczyt w Gorcach)
Koń (811 m) – szczyt w Gorcach, w miejscowości Ochotnica Dolna. Na mapie Compassu ma nazwę Działek. Wznosi się we wschodnim grzbiecie Gorca, który poprzez Wierch Lelonek, Wierchmłynne, Zdzar, Konia, Twarogi i Wietrznice ciągnie się aż do Dunajca. Grzbietem tym biegnie dział wodny między rzekami Ochotnica i Kamienica.
Zachodnie stoki Konia opadają do doliny potoku Młynne, w północno-wschodnim kierunku góra tworzy dość płaski i rozległy grzbiet oddzielający dolinki Cisowego Potoku i Potoku Górkowego. Jest porośnięty lasem, ale na jego grzbiecie i stokach znajduje się wiele polan, na niektórych z nich stoją pojedyncze zabudowania odciętych od centrum wsi przysiółków miejscowości Ochotnica Dolna.
W 2015 r. gmina Ochotnica Dolna w ramach szerszego programy budowy wież widokowych i tras rowerowych wykonała i oznakowała nowe szlaki turystyki rowerowej i narciarskiej.
 Tylmanowa (Rzeka) – Buciory – Twarogi – Kopiec – Goły Wierch – Działek – Zdzar – przełęcz Wierchmłynne – Wierch Lelonek – Tokarka – Gorc Młynieński.
 Ochotnica Dolna (Brysiówki) – Buciory